# Бернадот, Соня
Соня Анита Мария Бернадот, графиня Висборг (урождённая Хаунц) (швед. Sonja Anita Maria Bernadotte (Haunz); 7 мая 1944 года — 21 октября 2008 года) ― вторая жена графа Леннарта Бернадота, внука короля Швеции Густава V и сына принца Вильгельма. Их бракосочетание состоялось на острове Майнау 29 апреля 1972 года.

## Биография
Занималась управлением недвижимости на острове Майнау в Боденском озере на юге Германии, которую её покойный муж приобрёл в 1951 году у своего отца. Имение является одной из главных достопримечательностей острова: в нём располагается изысканный цветочный сад, дом бабочек, оттуда же открывается живописный вид на озеро. Вышла замуж за графа в 1972 году.
После смерти супруга в 2004 году Соня Бернадот стала главой фонда, который организует встречи нобелевских лауреатов в Линдау: на этих ежегодных научных конференциях приглашаются лауреаты Нобелевской премии, которые приезжают туда для того, чтобы пообщаться с молодыми учёными со всего мира.

## Брак и семья
В 1969 году Соня встретила своего будущего мужа графа Леннарта Бернадота. Работала его личным помощником. Леннарт был ровно на тридцать пять лет старше Сони — их дни рождения следуют один за другим. Леннарт к тому времени был женат первым браком и был отцом четверых взрослых детей. Прожил с первой женой почти сорок лет, однако ко времени его знакомства с Соней их отношения разладились.
Свадьба графа Леннарта и графини Сони состоялось 29 апреля 1972 года. У пары было пятеро детей:
- Беттина Бернадот, графиня Висборг; род. 12 марта 1974 года, Шерцгинген, Швейцария. 29 октября 2004 года вышла замуж за Филиппа Хауга. Имеют троих детей:
  - Эмиль Густав Хауг; род. 19 июля 2005 года.
  - Линнеа Хауг; род. 31 декабря 2006 года.[6]
  - Валентин Рикерт
- Бьорн Бернадот, граф Висборг; род. 13 июня 1975 года в Шерцгинген, Швейцария.
- Катарина Бернадотта, графиня Висборг; род. 11 апреля 1977 года в Шерцгинген, Швейцария. 30 января 2007 года вышла замуж Ромуальда Руффинга[7]
- Кристиан Бернадот, граф Висборг; род. 24 мая 1979 года в Шерцгинген, Швейцария.[8]
  - Максимилиан Бенедикт Бернадот, граф Висборг; род. 11 августа 2010 года
- Диана Бернадот, графиня Висборг; род. 18 апреля 1982 года в Шерцгинген, Швейцария. 27 сентября 2003 года вышла замуж за Бернда Граве. Вместе у них родилась одна дочь. Развелись в 2007 году. В феврале 2015 года Диана объявила о помолвке и свадьбе, которая должна была состояться в январе 2017 года со Стефаном Дедеком:[9]
  - Паулина Мари Граве; род. 13 февраля 2004 года[10]
  - Эрик Хаген Леннарт; род. 2010 году (отец неизвестен)[11].

## Смерть
Скончалась от рака молочной железы в Фрайбурге, Германия, в возрасте 64 лет.